# Studiu despre femei
Studiu despre femei (titlul original: în maghiară Tanulmány a nőkről) este un film de comedie maghiar, realizat în 1968 de regizorul Márton Keleti, protagoniști fiind actorii Gyöngyi Polónyi, Gyula Bodrogi, Éva Ruttkai și Vera Venczel.

## Conținut
Dr. Vera Képes, tânăra și atrăgătoare avocată, își poate începe cu succes cariera promițătoare cu trei cazuri de divorț atunci când primește o împuternicire de la trei soții să se ocupe de ale lor divorțuri. Soții implicați în proces nu sunt prea tulburați, de fapt s-ar consola imediat cu drăguța avocată. Când acest lucru este dezvăluit, soțiile care au vrut să divorțeze devin imediat soții loiale și devotate, iar în cele din urmă Vera este trasă la răspundere. Doar Dénes, scriitorul, o crede pe tânăra fată...

## Distribuție
- Gyöngyi Polónyi – Zsuzsa, soția lui Mádi
- Gyula Bodrogi – Péter Mádi
- Éva Ruttkai – Éva, soția lui Balogh
- Zoltán Latinovits – Sándor Balogh
- Manyi Kiss – Jolán, soția lui Gegucz
- Antal Páger – Bálint Gegucz
- Vera Venczel – dr. Vera Képes, avocat
- Iván Darvas – Dénes, scriitorul
- Lajos Básti – domnul englez
- Zoltán Várkonyi – Borosnyai, avocat
- Gyula Benkő – membru al Comitetului de disciplină
- Gyula Horváth – conducătorul auto
- István Velenczei – membru al Comitetului de disciplină
- János Körmendi – taximetristul
- Károly Gyulai – polițistul
- László Csurka – membru al Comitetului de disciplină (nemenționat)